# Musterhaus:Solo Bassfeder
Solo Bassfeder (Solo Basfjäder) är det tredje albumet från Einstürzende Neubautens experimentella projekt Musterhaus.

## Överblick
Enligt bandet är Musterhaus: "en ny serie av experimentella CD-släpp som endast kommer att vara tillgängliga genom prenumeration".
Denna officiella Einstürzende Neubauten serie är inte del av neubauten.org Supporter Project, som kommer fortsätta som vanligt.
Musterhaus 3 är en samling av kompositioner gjorda av de individuella medlemmarna i EN. Inriktningarna ter sig ganska olika:
- Bassfeder består av ett slag på basfjädern uppdelat i flera hundra segment av samma längd, som sedan blivit placerat 200 ramar senare än det förra.
- Federvice är en studie i vad man kan få fram med ljudet av ett enda slag.
- Geschichte der F. (Fjäderns historia) Blixa genomför en intervju med Andrew, och använder sen röstrytmen som trigger för basfjädern.
- Dingfest är en undersökning av vad en kör av 50+ basfjädrar låter som.

- Schlagkraft Rudolf spelade in elektriska gnistor på basfjädern och dess efterföljande kyliga ljud. En tysk nyhetsuppläsare kom av misstag med i inspelningen.
- 12 Rythmen fuer Bassfeder använder utvalda midi-filer, och ersätter de ursprungliga midi-ljuden med basfjäder-ljud.
- Spring-Time är en melankolisk melodi för basfjäder, en stråkkvartett, valthorn och flöjt.
- Nux Vomica började som ett planerat dub-koncept. Varje ljud på spåret, förutom sång, är faktiskt basfjäder.

## Spår
1.    Bassfeder 

2.    Feder Vice 

3.    Geschichte der F. 

4.    Dingfest 

5.    Schlagkraft 

6-17. 12 Rythmen für Bassfeder

18.   Springtime

19.   Nux Vomica